# Tomoe-gawa
Le fleuve Tomoe (巴川, Tomoe-gawa) est un cours d'eau long de 17,98 km et situé dans la préfecture de Shizuoka, au Japon. Son bassin versant est entièrement compris dans la ville de Shizuoka.

## Géographie

### Toponymie
Le toponyme « Tomoe » (« 巴 ») fait référence à la forme du cours principal du fleuve Tomoe :  un tourbillon, comme celui que représente un tomoe, symbole héraldique traditionnel japonais.

### Situation
Le fleuve Tomoe prend sa source au mont Monju (1 041 m), l'un des deux sommets qui forment le mont Ryūsō (1 051 m), dans le sud-est de l'arrondissement Aoi de la ville de Shizuoka (préfecture de Shizuoka), au Japon. D'une longueur de 17,98 km, son cours principal suit la direction du sud avant de s'infléchir vers l'est. Son embouchure est située en baie d'Orido, dans le port de Shimizu (Shimizu-ku).

### Topographie
Le bassin versant du fleuve Tomoe (104,8 km2) comprend dans sa partie nord le sud des monts Ihara, situés à l'est de la ligne tectonique Itoigawa-Shizuoka et dont les sommets ne dépassent pas 1 000 m. Sa partie sud-ouest est une zone humide qui jouxte le cône alluvial formé par le cours inférieur du fleuve Abe. Dans le sud du bassin, le cours inférieur du fleuve, dans la plaine Shimizu, et son défluent la rivière Ōya dessinent un arc de cercle autour du Nihondaira, un ensemble de collines sises dans le sud de Shizuoka et dominées par le mont Udo (307 m),.

### Affluents
Les principaux affluents du fleuve Tomoe sont les rivières, :
- Nagao[l 8] (8,87 km), en rive gauche ;
- Ōya (6,30 km), qui est en fait un canal de dérivation de rive droite vers la baie de Suruga[1] ;
- Ōsawa[l 9] (4,10 km), en rive droite ;
- Yoshida[l 10] (4,10 km), en rive droite ;
- Kusanagi[l 11] (3,85 km), en rive droite.

Les rivières Ōsawa, Yoshida et Kusanagi prennent leur source sur le versant nord du Nihondaira,.

## Histoire

### Formation
Il y a 6 000 ans le niveau de la mer était plus élevé de plusieurs mètres, là où, au début du XXIe siècle, s'étend le sud-ouest de l'arrondissement de Shimizu (Shizuoka). Une partie des eaux intérieures se mêlaient aux eaux marines dans un grau. La plaine alluviale dans laquelle se développe le cours inférieur du fleuve Tomoe s'est formée il y a environ 2 300 ans.